# 情书

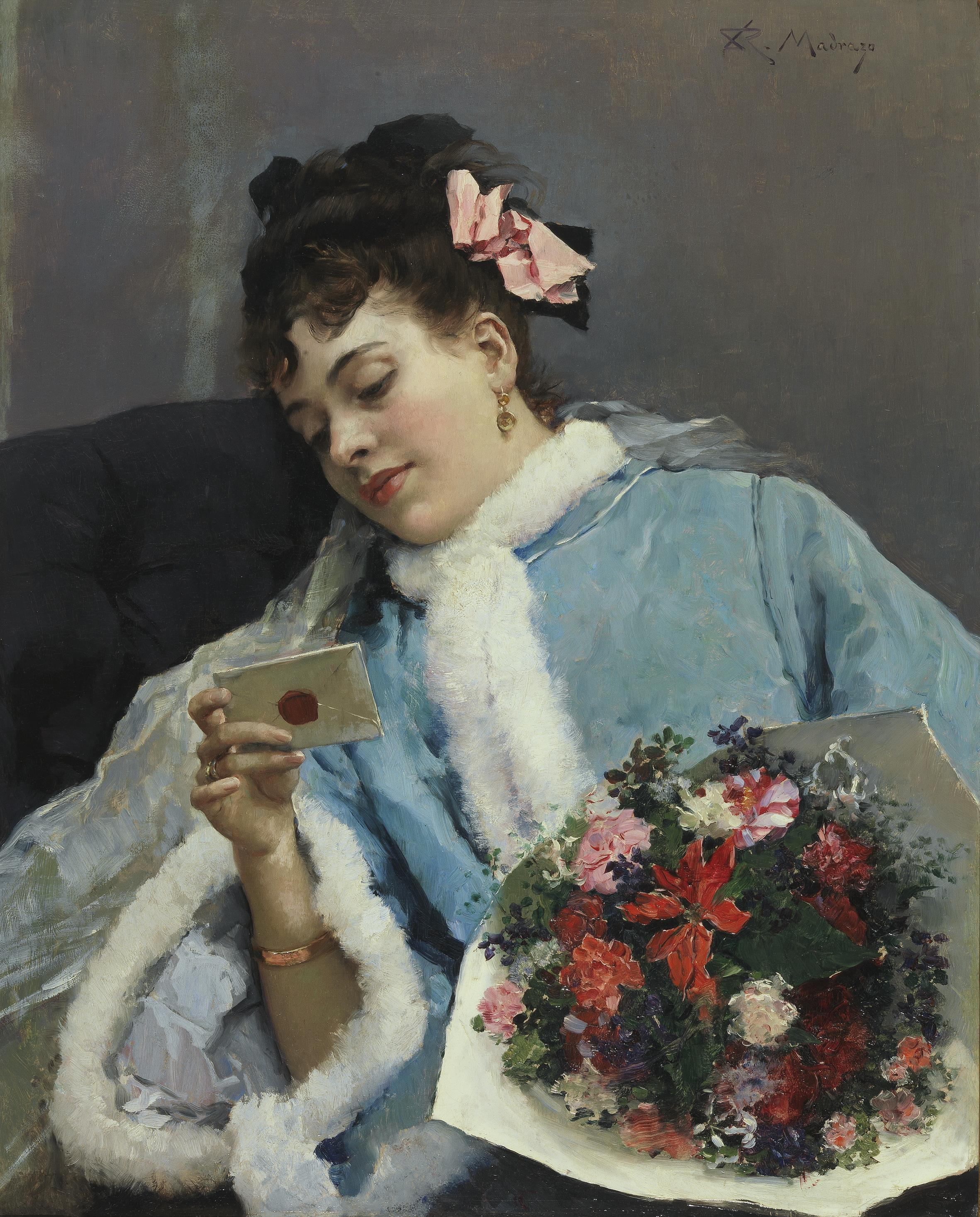
一位看著情書的女子

情书又稱情信，古来是指用书面方式表达爱意的方法，旧时用信，现代则流行用电子邮件。写信可以简单明了或千言万语表达爱意。古代交通不便，鸿雁传书，往往历时较久。古代多稱妻子寄與丈夫之情書為錦書。
但有时写信还不如面对面交流，当面对着心爱的人时，写出来还不如直接说出来。长远来讲，把浓得化不开的感情倾注到字里行间，可以给情人一个一生最美好的回忆，而且把希望建立亲密关系或进一步的关系写成信，也表明心中诚意。以后感情变淡时，也可拿出情书来重温旧梦，或可改善当前感情危机。
现代文化给情书赋予了新的内容。不拘于爱情，亲情、友情等情挚意真的感情亦可跃然纸上，寄与浓浓情思。
写情书，可以不拘一格，哪种方式的写作结构和风格也可以。历史上流行写十四行诗或其他格式的情诗，例如莎士比亚的情诗就是一个很好的例子。现在有如何写情书和收集有经典情诗的书出版作参考。而近代如微情书等格式的表达也可以作为参考，详细见各类“微情书大赛”。
当要分手时，将情书退还可能会伤害到写情书的人。
现在有文具公司生产一种专用于情书的信纸和信封，有些会洒上香水，有些人会另外洒些独有的香水味以加强效果。